# Agente della riscossione
L'agente della riscossione, secondo la legge italiana, è quel soggetto incaricato di effettuare l'attività di riscossione.

## Storia
L'attività era in precedenza affidata agli esattori delle imposte dirette, in genere soggetti privati, i quali erano incaricati di incassare, per conto dello Stato e degli altri enti impositori, tutti i tributi (erariali e non erariali). Per essere ammessi all'esercizio di tale attività, gli esattori dovevano superare un rigoroso esame indetto dal Ministero delle Finanze e percepivano un aggio di riscossione, la cui misura massima era del 6,72%.
La figura venne creata dalla la legge 2 dicembre 2005 n. 248 (che convertì, con modificazioni, il decreto legge 30 settembre 2005 n. 203), infatti prima l'attività della riscossione era originariamente affidata in concessione a privati. Le funzioni così vennero attribuite all'Agenzia delle entrate che le esercitava mediante la società per azioni "Riscossione spa" a totale capitale pubblico (51% in mano all'Agenzia delle entrate e 49% all'INPS).
Il 18 gennaio 2007 il viceministro alle Finanze Visco annunciò il cambio di denominazione da "Riscossione Spa" ad "Equitalia" con l'intenzione di dare il via ad un processo di rinnovamento generale e di contribuire a realizzare una maggiore equità fiscale, dando impulso all'efficacia della riscossione attraverso la riduzione dei costi a carico dello Stato e la semplificazione del rapporto con il contribuente, cercando con lo stesso di instaurare un rapporto diverso, più collaborativo.
Con l'entrata in vigore dell’articolo 1 del Decreto-legge 22 ottobre 2016 n. 193, convertito con modificazioni dalla Legge 1º dicembre 2016 n. 225, dal 1º luglio 2017 tutte le società del Gruppo Equitalia sono cessate. Da tale termine è stato istituito l'ente pubblico economico, "Agenzia delle entrate-Riscossione", a cui è stata affidata la riscossione a livello nazionale con l'esclusione della regione Sicilia, ove l'attività era svolta da "Riscossione Sicilia" sino all'entrata in vigore del decreto "Sostegni-bis". Questo decreto dispone, con decorrenza 30 settembre 2021, lo scioglimento della società Riscossione Sicilia Spa e affida, a partire dal 1º ottobre 2021, l'esercizio delle funzioni dell'attività di riscossione nella Regione siciliana all'Agenzia delle entrate che lo svolge tramite Agenzia delle entrate-Riscossione.

## Caratteristiche
Si tratta di un ente pubblico economico, concessionario di un pubblico servizio, infatti mentre le attività di accertamenti e controlli fiscali sono di competenza della pubblica amministrazione italiana (tramite l'Agenzia delle entrate) la riscossione è effettuata materialmente dall'agente, che è l'Agenzia delle entrate-Riscossione, subentrata nel 2017 a Equitalia in attesa della riforma che porterà questo servizio dentro l'Agenzia delle Entrate che ora la coordina nominando il comitato di gestione con propri dirigenti. La necessità di avere nella prima fase un ente distinto deriva dalla necessità di aver vinto un concorso pubblico per essere dipendente di Agenzia delle Entrate mentre in Agenzia delle Entrate-Riscossione sono transitati i dipendenti dei vecchi concessionari assunti senza concorso pubblico.